# بيث باترسون
بيث باترسون (بالإنجليزية: Beth Patterson)‏ هي موسيقية أمريكية، ولدت في 1973.

## وصلات خارجية
- بيث باترسون على موقع ميوزك برينز (الإنجليزية)
- بيث باترسون على موقع أول ميوزيك (الإنجليزية)
- بيث باترسون على موقع ديسكوغز (الإنجليزية)